# Inhibitor monoaminske oksidaze
Inhibitori monoaminske oksidaze (MAO inhibitori) su molekuli koji inhibiraju dejstvo enzimske familije monoaminskih oksidaza. Oni imaju dugu istoriju upotrebe kao lekovi za tretman depresije. Oni se takođe koriste u tretmanu Parkinsonove bolesti i nekoliko drugih oboljenja.
Zbog mogućih letalnih dijetarnih i farmakoloških interakcija, inhibitori monoaminske oksidaze su istorijski bili rezervisani kao zadnja linija tretmana, i korišćeni su samo kad druge klase antidepresanata (na primer selektivni inhibitori preuzimanja serotonina i triciklični antidepresivi) nisu uspešne. Nedavna istraživanja ove klase lekova sugerišu da najveći deo problema usled njihovih opasnih interakcija sa hranom potiče od miskoncepcija i neobaveštenosti, te da je ova klasa lekova nedovoljno korišćena uprkos njene efektivnosti.